# Måvens og Peder mister mælet
Måvens og Peder mister mælet er et radiodrama af den danske dramatiker og forfatter Line Knutzon. Det havde premiere på Danmarks Radio den 25. marts 2002. Det er det femte radiodrama om de to antihelte Måvens og Peder og samtidig det næstlængste i serien (62 minutter og 15 sekunder). Radiodramaet er instrueret af Emmet Feigenberg med teknik af Erik Holmen. Det indbragte Knutzon Dansk Blindesamfunds Radiospilspris.

## Handling
Måvens (Mikael Birkkjær) har ligget og sovet i sin slikbutik i ni år, da han bliver vækket af telefonen. Det er forkvinden for en andelsforening ved navn "Nakkestøtten", Tove Salling (Anne Birgitte Lind Feigenberg). Hun fortæller Måvens, at han er blevet ekskluderet fra andelsforeningen og skal flytte.
Da Måvens sidder og skriver i sin dagbog, at han vil begå selvmord, ringer Peder (Søren Sætter-Lassen). De mødes i slikbutikken og diskuterer Tove Sallings opkald. Peder mener ikke at kunne huske, at Måvens bor i en andelsforening ved navn Nakkestøtten. Dernæst fortæller han, at nogen har fældet hans pæretræ og lavet det til brænde, således at han også er hjemløs.
De to venner begiver sig ud på landevejene for at påbegynde en tilværelse som vagabonder. De går først hen på den lokale beverding, hvor de bestiller koteletter og cola. Måvens er dog utilfreds med sin kotelet og beder tjeneren om noget salt. Tjeneren (Peter Mygind) forstår tilsyneladende ikke og bryder i stedet ud i improviseret sang. Måvens tilkalder derpå direktøren (Michael Moritzen), men får blot nedladende at vide, at salt er for humanister og medlemmer af "Elite-Danmark". Det udvikler sig til et større skænderi, der ender med, at direktøren trækker en pistol og beordrer alle ned på gulvet. Umiddelbart efter ankommer politiet, men Måvens og Peder når at flygte og skjule sig i et buskads.
Måvens er opsat på at lave revolution, men Peder kan ikke overskue at være med. Han fortæller Måvens, at han er blevet tilbudt et kursusforløb, hvortil Måvens svarer, at han er ligesom alle andre i samfundet. Det ender med en afskedsscene.
På kurset bliver Peder tilknyttet en talepædagog ved navn Henning (Nicolas Bro), der lærer ham en masse modeord, dog uden at forklare deres betydning og brug. Efter endt kursus tager de hen på beverdingen, hvor Henning tilbyder Peder en stilling som leder af et offentligt toilet i nærheden af en ringvej.
Imens forsøger Måvens at samle mennesker til sin revolution, men det lykkes ham kun at få støtte fra én person, anarkisten Finn med dæknavnet Gordon (Lars Mikkelsen), og hunden Stalin (Nicolas Bro). Sammen tager de hen til Gordons kontakt "Foden" (Morten Kirkskov) i Mysundegade (i København) for at skaffe en bombe, så de kan sprænge beverdingen i luften.
Bevæbnet med bomben tager Måvens, Gordon og Stalin hen til beverdingen, mens Peder og Henning sidder derinde. Gordon går ind på beverdingen, og mens Henning er væk et øjeblik, giver Gordon bomben til Peder og fortæller, at det er en brandbil til hans nevø, og beder Peder skjule den. Udenfor fortæller Gordon, at han har fået én til at skjule bomben. Måvens presser ham til at beskrive personen, og da det går op for ham, at det er Peder, skynder han sig ind og tager bomben fra ham. Han skynder sig ud igen og kaster bomben fra sig. Den rammer Gordon og eksploderer, så han omkommer. Hunden Stalin overlever og afslører, at den kan tale. Den fortæller den samvittighedstyngede Måvens, at den slet ikke brød sig om Gordon.
Peder har modstræbende accepteret stillingen som leder af det offentlige toilet og er taget ud til ringvejen for at lede efter det, men forgæves. Han møder Måvens og Stalin, og Måvens fortæller, at han har opgivet revolutionen. Da Peder fortæller om udbyttet af sit kursus, går det op for ham, at han er blevet snydt. De to venner bliver forsonet, og Stalin, hvis rigtige navn er Plet, opfordrer dem til at tage tilbage til Måvens' slikbutik og kræve den tilbage af Tove Salling.
De vender tilbage til slikbutikken og konfronterer Tove Salling. Hun pudser sin hund Janni på dem, men Plet går til modangreb og æder Janni. Måvens ser derefter på Tove og siger, at det er som om, hun ikke findes i virkeligheden. Hun indrømmer, at hun kun er en inkarnation af 2000 års dårlige vaner og "fnidder", hvorpå hun overlader slikbutikken til Måvens og Peder og forsvinder.